# Mohammed Chaouch
Mohammed Chaouch (Berkane, 12 december 1966) is een Marokkaanse ex-voetballer die onder andere bij het Marokkaans voetbalelftal heeft gespeeld.